# Ornithocephalus brachyceras
Ornithocephalus brachyceras är en orkidéart som beskrevs av Gustavo Adolfo Romero och Germán Carnevali. Ornithocephalus brachyceras ingår i släktet Ornithocephalus och familjen orkidéer. Inga underarter finns listade i Catalogue of Life.